# Калин (язовир)
Вижте пояснителната страница за други значения на Калин.
„Калин“ е язовир в югозападна България, разположен в землището на село Пастра, част от Каскада „Рила“. Един от най-високо разположените язовири в страната, той има надморска височина 2394 m и е собственост на Националната електрическа компания.
Построен е през 1940 – 1947 година от „Гранитоид“ като разширение на съществуващо дотогава ледниково езеро. Язовирната стена е бетонна гравитачна с височина 15 m и дължина по короната 390 m, съставена от няколко прави сегмента, образуващи начупена линия. Преливникът е челен с капацитет 1,2 m³/s, а основният изпускател е стоманена тръба с диаметър 500 mm и капацитет 1,2 m³/s. Езерото е със завирен обем 1,02 млн. m³ и залята площ 35 ha.
Язовир „Калин“ събира води от естествения си водосбор, както и подавани от по-високо разположения язовир „Малък Калин“ и от водохващане на река Дебращица по дългия 2,4 km събирателен канал „Калин“. Чрез вертикална шахта – стоманена тръба с диаметър 600 mm – водите от язовира се подават към напорна камера, от която могат да се насочват в две посоки – по напорен тунел с дължина 1810 m към малко по-ниско разположения язовир „Карагьол“ или по напорната деривация на ПАВЕЦ „Калин“, по която се подават и води, идващи от язовир „Карагьол“.
В близост до язовира се намира туристическата хижа Иван Вазов. До местността се достига по живописен път, започващ от село Пастра и преодоляващ около 1700 метра денивелация по склоновете на Рила. Пътят е частен служебен и не е отворен за обществен достъп.